# Pena (Lisboa)
Pena era una freguesia portuguesa del municipio de Lisboa, distrito de Lisboa. Se constituyó en 1564 con el nombre de Sant'Ana que le dio el rey-cardenal Henrique I, al dividir la parroquia de Santa Justa. Inicialmente, la autoridad local se encontraba en el Monasterio de Sant' Ana, fundado en 1561. Más tarde, se transladó a un edificio levantado por los hermanos del Santo Sacramento, en 1705: la iglesia de Nossa Senhora de Pena, en la Calçada da Pena. Fue entonces cuando la freguesía adoptó el término actual.

## Personalidades
- Amalia Rodrigues, fadista[3]

## Historia
Fue suprimida el 8 de noviembre de 2012, en aplicación de una resolución de la Asamblea de la República portuguesa al unirse con las freguesias de Anjos y São Jorge de Arroios, formando la nueva freguesia de Arroios.

## Patrimonio
- Elevador do Lavra[5]
- Convento da Encarnação
- Capilla del Pazo de Bemposta
- Convento de San Antonio
- Coliseu dos Recreios
- Balneário e Pavilhão de Segurança